# ذراع القايد
ذراع القايد بلدية بولاية بجاية بالجزائر.

## مواضيع ذات صلة
- بلديات ولاية بجاية
- دوائر ولاية بجاية